# عباس حاتم
عباس حاتم (زاده ١٢٨٩ قصرشیرین-نامعلوم) سیاست‌مدار ایرانی بود، که در دوره بیستم،  دوره بیست و یکم و  دوره بیست و سوم بعنوان نماینده قصرشیرین در مجلس شورای ملی حضور داشت.